# 黑林山区舍瑙
黑林山区舍瑙（德語：Schönau im Schwarzwald，發音：[ˈʃøːnaʊ ʔɪm ˈʃvaʁtsvalt]）是德国巴登-符腾堡州弗赖堡行政区勒拉赫县的城市，面积14.72平方千米，2023年12月31日人口为2,450人。